# Broccoli
Broccoli (Brassica oleracea var. italica) este o legumă din familia brasicaceelor (cruciferelor) ce se utilizează în alimentație. Descinde din varza sălbatică (B. oleracea var. oleracea), la fel ca și multe alte subspecii cultivate agricol și folosite ca legume, cum ar fi varza (Brassica oleracea var. capitata), conopida (Brassica oleracea var. botrytis), varza de Bruxelles (Brassica oleracea var. gemmifera) și gulia (Brassica oleracea var. gongylodes). Inflorescența sa este mai puțin compactă decât a conopidei, fiind folosită la prepararea diferitelor mâncăruri. Broccoliul este răspândit în aceleași zone ca și celelate Brassica.
Broccoliul poate fi consumat fie crud, fie gătit. Broccoli este o sursă deosebit de bogată de vitamina C și vitamina K. Conținutul compușilor săi caracteristici care conțin sulf este diminuat prin fierbere, dar este mai bine conservat prin abur, gătirea cu microunde sau prăjire.
Producția mondială de broccoli este de aproximativ 25,8 milioane de tone. Broccoli este o plantă foarte asemănătoare cu conopida, excepție făcând inflorescența, care este mai răsfirată, puțin compactă și ușor desfăcută, de culoare verde. Poate avea, la anumite varietăți, culoarea galbenă sau chiar violet. Tehnologia de cultură este foarte asemănătoare cu cea a conopidei. Producția este de 10–12 t/ha, putând ajunge până la 25 t/ha.

## Taxonomie
Brassica oleracea var. italica wa fost descrisă în 1794 de Joseph Jakob von Plenck în Icones Plantarum Medicinalium 6:29, t. 534.  Ca și celelalte brassica, broccoli a fost domesticit din varza sălbatică (B. oleracea var. oleracea). Brocolli este din aceeași specie cu varza (B. oleracea var. capitata), conopida (B. oleracea var. botrytis), varza de Bruxelles (B. oleracea var. gemmifera) și gulia (B.oleracea var. gongylodes).

## Etimologie
Cuvântul broccoli, folosit pentru prima dată în secolul al XVII-lea, provine de la pluralul italian al lui broccolo, care înseamnă „creasta înflorită a unei verze ” și este forma diminutivă a lui brocco, care înseamnă „cui mic” sau „lăstar”. 

## Descriere

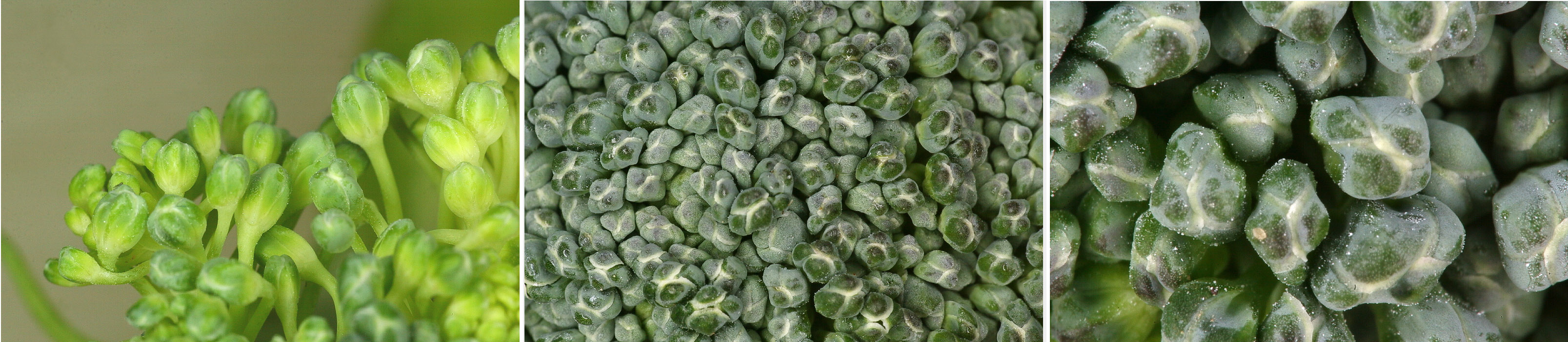
Prim-planuri cu buchețele de broccoli (click pentru a mări imaginile)

Broccoliul are capete mari de flori, de obicei de culoare verde închis, dispuse într-o structură asemănătoare unui copac care se ramifică dintr-o tulpină groasă. Inflorescența este înconjurată de frunze. Broccoliul seamănă cu conopida, care este un grup de soiuri diferit, dar strâns înrudit, al aceleiași specii de Brassica.

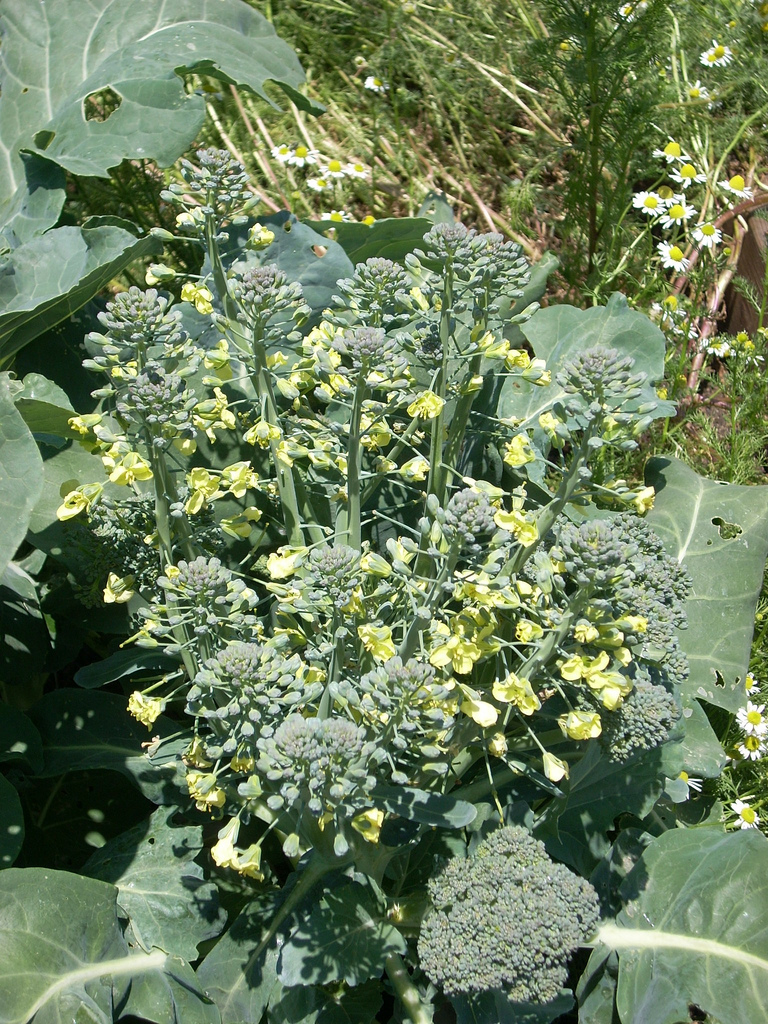
Flori de broccoli

## Istorie
Broccoli a fost domesticit din culturile locale de Brassica în nordul Mediteranei începând cu aproximativ secolul al VI-lea î.Hr. Broccoli își are originile în soiurile primitive cultivate în Imperiul Roman și cel mai probabil a fost îmbunătățit prin selecție artificială în sudul Peninsulei Italiene sau în Sicilia.   Broccoli a fost mai apoi introdus în nordul Europei în secolul al XVIII-lea și adus în America de Nord în secolul al XIX-lea de imigranții italieni. După al Doilea Război Mondial, americanii și japonezii au creat hibrizi F1 care aveau randament crescut la hectar, creșteau mai rapid, erau mai adaptabili la diverse medii și erau mai buni la gust. Acești hibrizi au produs soiurile cultivate și astăzi, cum ar fi „Premium Crop”, „Packman” și „Marathon”. 

## Cultivare

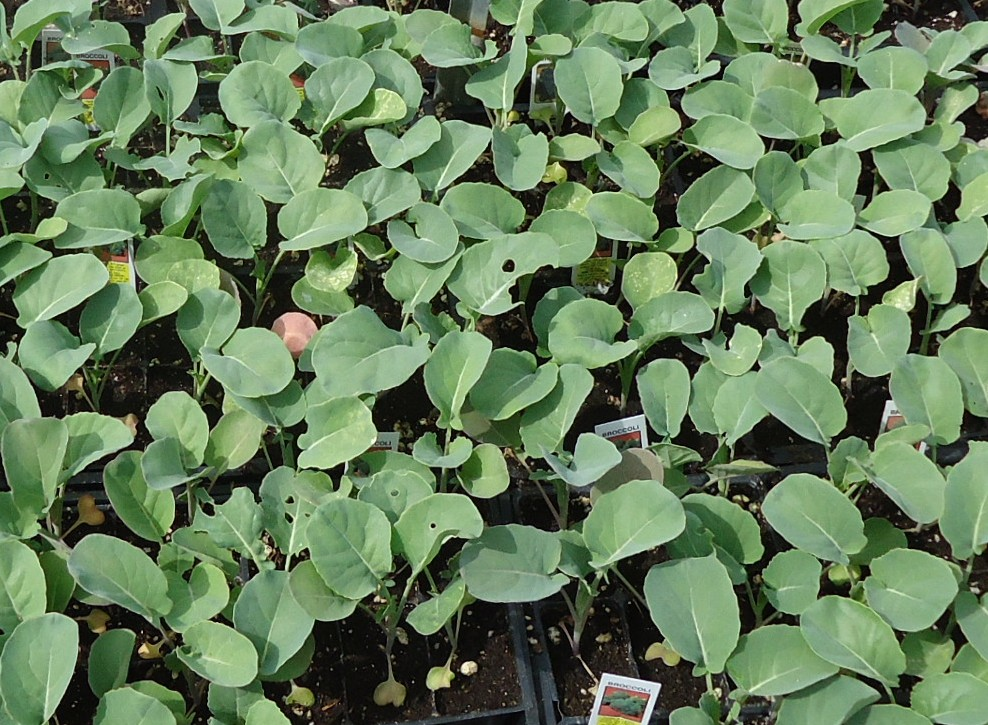
Plante de broccoli într-o pepinieră

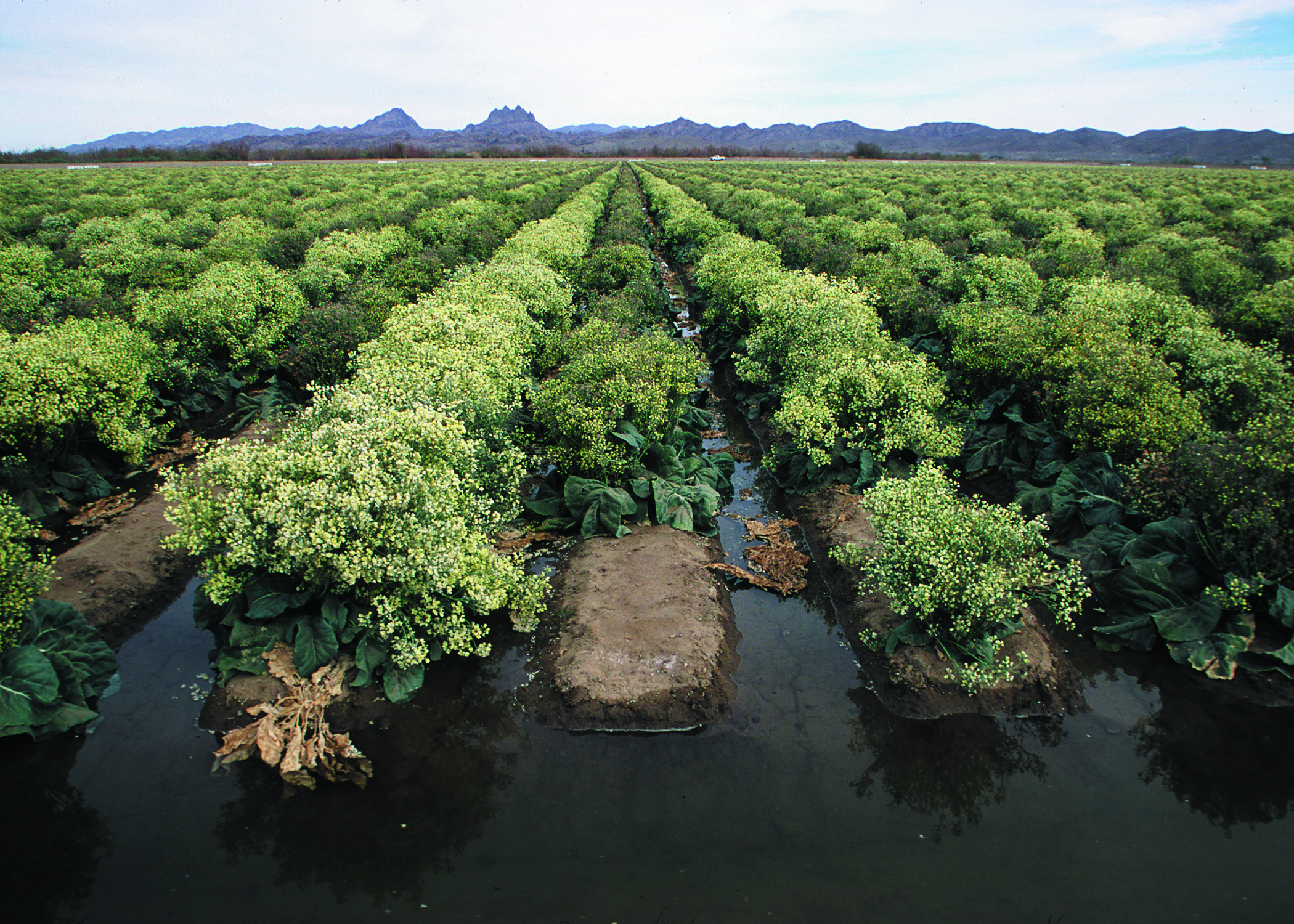
Irigația plantelor de broccoli cultivate pentru sămânță în Yuma, Arizona, SUA.

Majoritatea soiurilor de broccoli sunt culturi cu vreme rece, care nu dau randament în vremea caldă de vară. Broccoli crește cel mai bine atunci când este expus la o temperatură zilnică medie între 18 și 23|°C.  Când inflorescența, denumită și „cap” de broccoli, apare în centrul plantei, este în general verde. Ea trebuie tăoiata can la 3 cm de tulpină cu foarfeci speciale. Broccoli ar trebui să fie recoltat înainte ca florile să înflorească.  Broccoli nu poate fi recoltat cu ajutorul mașinilor, deci trebuie recoltat manual. 

### Soiuri

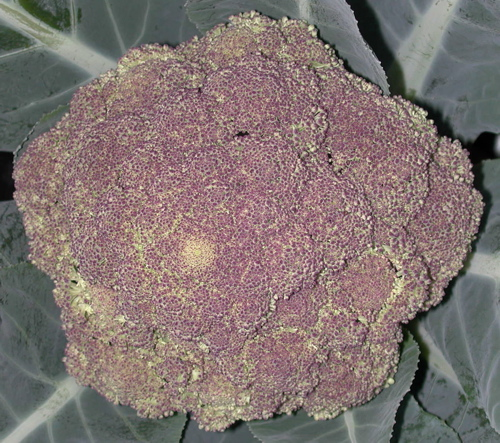
Broccoli violet (sicilian)

Există trei tipuri de broccoli cultivate în mod obișnuit : 
- Cel mai familiar este broccoli calabrese, adesea numit pur și simplu „broccoli”, numit după regiunea Calabria din Italia. Are între capete verzi de 10-20 cm si tulpini groase. Este o cultură anuală de sezon rece.

- Broccoli încolțit, numit și lăstar de broccoli are un număr mai mare de capete mici, albe sau violet, cu multe tulpini subțiri.[12]

- Conopida violetă sau conopida mov este un tip de broccoli cultivat în Europa și America de Nord. Are un cap în formă de conopidă, dar este format din mulți muguri de flori minuscule. Uneori, dar nu întotdeauna, are o tentă violet la vârfurile bobocilor florali. Conopida mov poate fi și albă, roșie, verde sau de alte culori. [13]

Beneforté este o varietate de broccoli care conține de 2-3 ori mai multă glucorafanină și este produsă prin încrucișarea broccoli cu un soi sălbatic de Brassica, Brassica oleracea var villosa.
Rapini, numit uneori „broccoli rabe”, este nu este un soi distinct de broccoli. Acesta, deși are capete similare, dar mai mici, este de fapt un tip de nap (Brassica rapa). 
Alte grupuri de soiuri de Brassica oleracea includ varza (Grupul Capitata), conopida și broccoli Romanesco (Grupul Botrytis), varza (Grupul Acephala), gulița (Grupul Viridis), gulia (Grupul Gongylodes), varza de Bruxelles (Grupul Gemmifera) și kai-lan (Grupul Alboglabra).  Deoarece aceste grupuri sunt de fapt aceeași specie, ele hibridizează ușor: de exemplu, broccolini sau „broccoli Tenderstem” este o încrucișare între broccoli și kai-lan .  Soiurile de broccoli formează baza genetică a „conopidelor tropicale” cultivate în mod obișnuit în Asia de Sud și de Sud-Est, deși produc un cap mai asemănător cu conopida în condiții mai calde. 

### Producție
| Producția de broccoli - 2021 (inclusiv conopidă) | Producția de broccoli - 2021 (inclusiv conopidă) |
| Țară                                             | Producție milioane de tone                       |
| ------------------------------------------------ | ------------------------------------------------ |
| China                                            | 9,5                                              |
| India                                            | 9,2                                              |
| Statele Unite ale Americii                       | 1,0                                              |
| Spania                                           | 0,7                                              |
| Mexic                                            | 0,7                                              |
| Lume                                             | 25,8                                             |
| Sursa: FAOSTAT al Națiunilor Unite               |                                                  |

În 2021, producția globală de broccoli (combinată pentru rapoartele de producție cu conopida) a fost de 26 de milioane de tone, China și India împreună reprezentând 72% din totalul mondial.  Producătorii secundari, fiecare având aproximativ un milion de tone sau mai puțin anual, au fost Statele Unite ale Americii, Spania și Mexic (tabel).

#### Dăunători
Larvele de Pieris rapae, un fluture mic alb, sunt un dăunător comun în broccoli. Uneori numiți și „viermii de varză”, aceștia au fost introduși accidental în America de Nord, Australia și Noua Zeelandă.
Alți dăunători comuni pentru producția de broccoli includ: 
- Afidele
- Viermele de varză cu dungi
- Molia cu diamant pe spate
- Vierme de varză importat
- Virma de varză
- Gargărița de varză arlechin

## Utilizare
Broccoliul poate fi consumat fie crud, fie gătit. Nu numai mugurii sunt comestibili, ci și frunzele și tulpinile. Tulpinile se pot găti la fel ca și sparanghelul.

### Nutriție
O sută de grame de broccoli crud oferă 34 de calorii și este o sursă bogată (20% sau mai mare din valoarea zilnică, DV) de vitamina C (107% DV) și vitamina K (97% DV) (tabel). Broccoli crud conține, de asemenea, cantități moderate (10-19% DV) din mai multe vitamine B și manganul mineral din dietă, în timp ce alți micronutrienți au conținut scăzut (mai puțin de 10% DV). Broccoli crud este 89% apă, 7% carbohidrați, 3% proteine și conține grăsimi neglijabile (tabel).
Broccoli easte o excelentă sursă de carotenoide.
Fierberea reduce substanțial nivelurile de glucozinolați de broccoli, în timp ce alte metode de gătit, cum ar fi gătirea la abur, cuptorul cu microunde și prăjirea, nu au un efect semnificativ asupra nivelurilor de glucozinolați.  Similar, broccoliul iși pierde o mare parte din vitamine, în special vitamina C dacă este fiert.
Sulforafanul, o componentă chimică abundentă în broccoli, este investigat atât separat cât și în preparate de broccoli de către oamenii de știință prin cercetări fundamentale și studii clinice pentru posibilele sale efecte benefice pentru sănătate, în special în cancer, dar nu există deocamdată vreun studiu concluziv privind posbila sa eficacitate. 

### Carte de bucate
Mai jos este o listă orientativă și neexhaustivă de feluri de mâncare ce conțin broccoli:
- Broccoli la abur - este o garnitură des întâlnită la preparatele din carne, mai ales pește
- Quiche de broccoli - un fel principal de mâncare preparat la cuptor cu ou și crustă de faină cu unt.
- Supă-cremă de broccoli
- Supă de broccoli și brânză cheddar - un fel de mâncare des întâlnit în bucătăria americană.

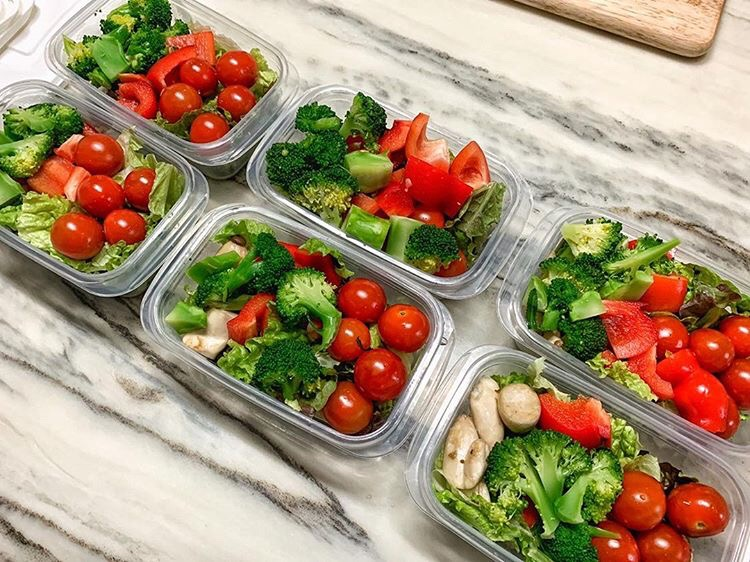
Broccoliul crud este un ingredient des întâlnit în salate
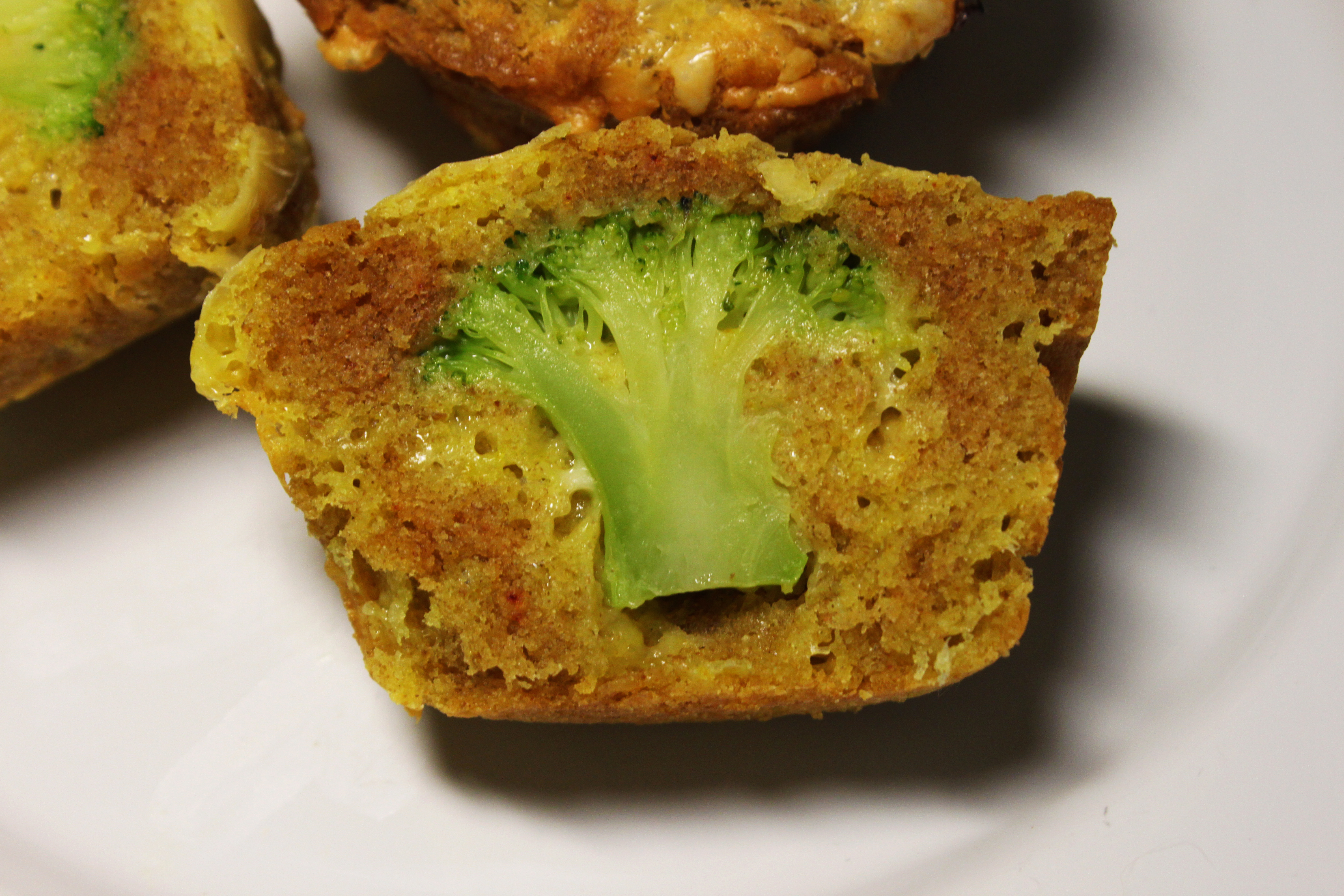
Brioșe cu broccoli
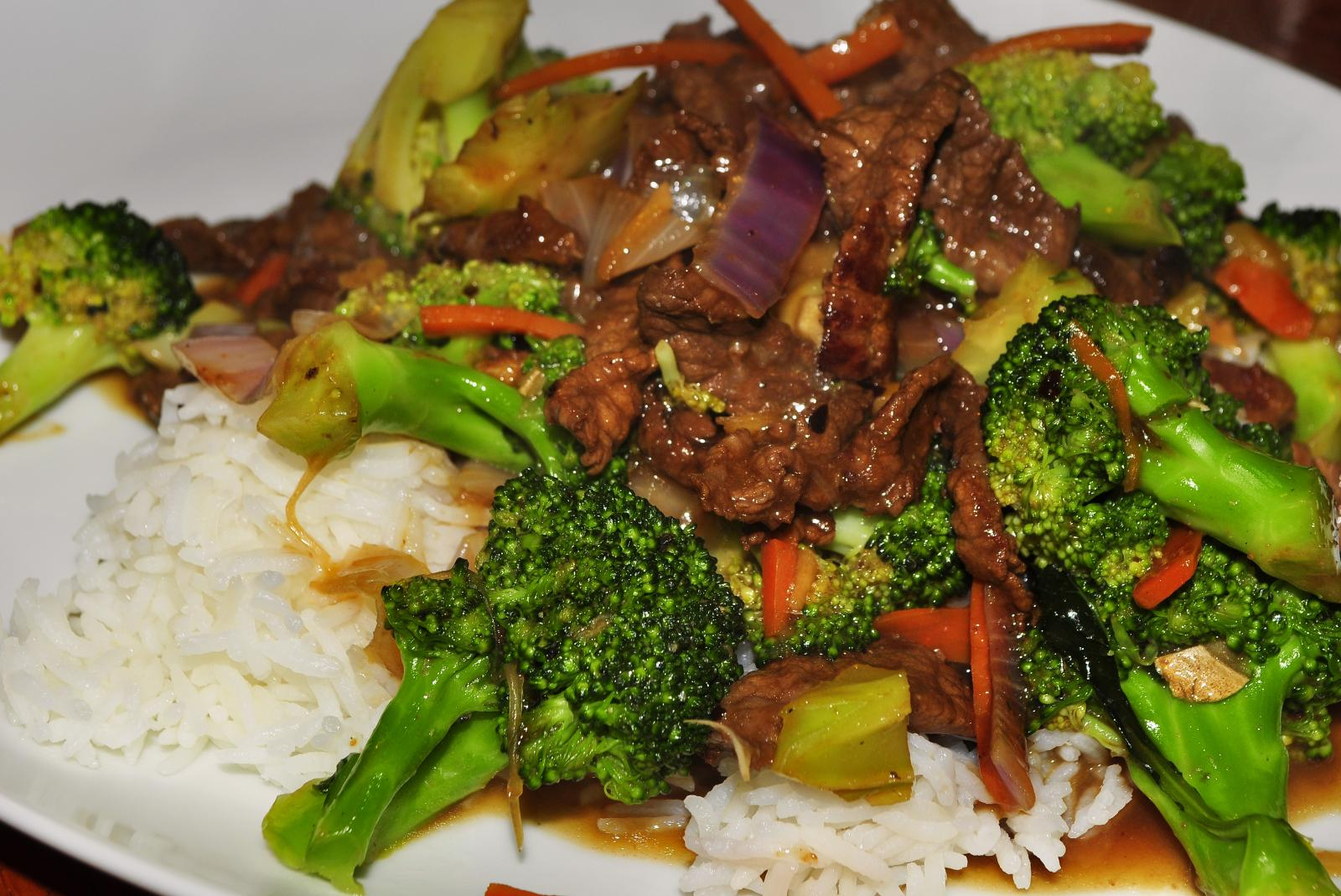
Broccoli cu vită în sos dulce- acrișor pe pat de orez, un fel de mâncare chinezesc
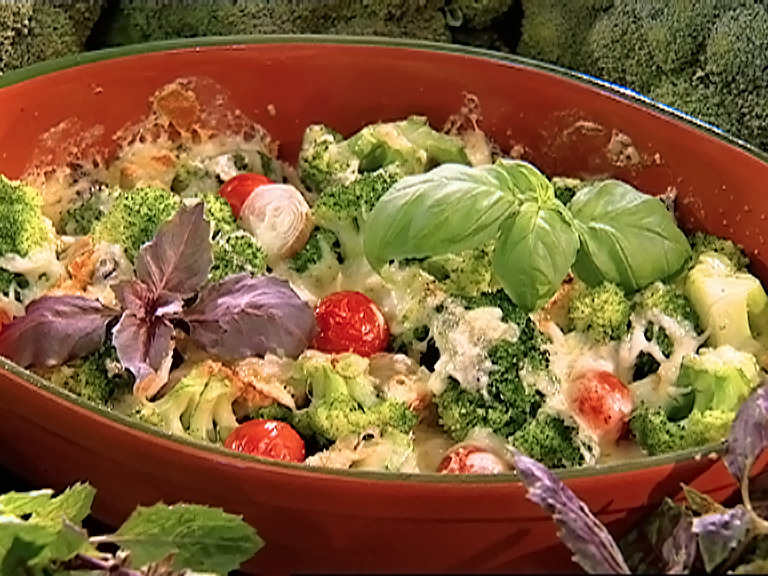
Broccoli gratinat cu trei tipuri de brânză
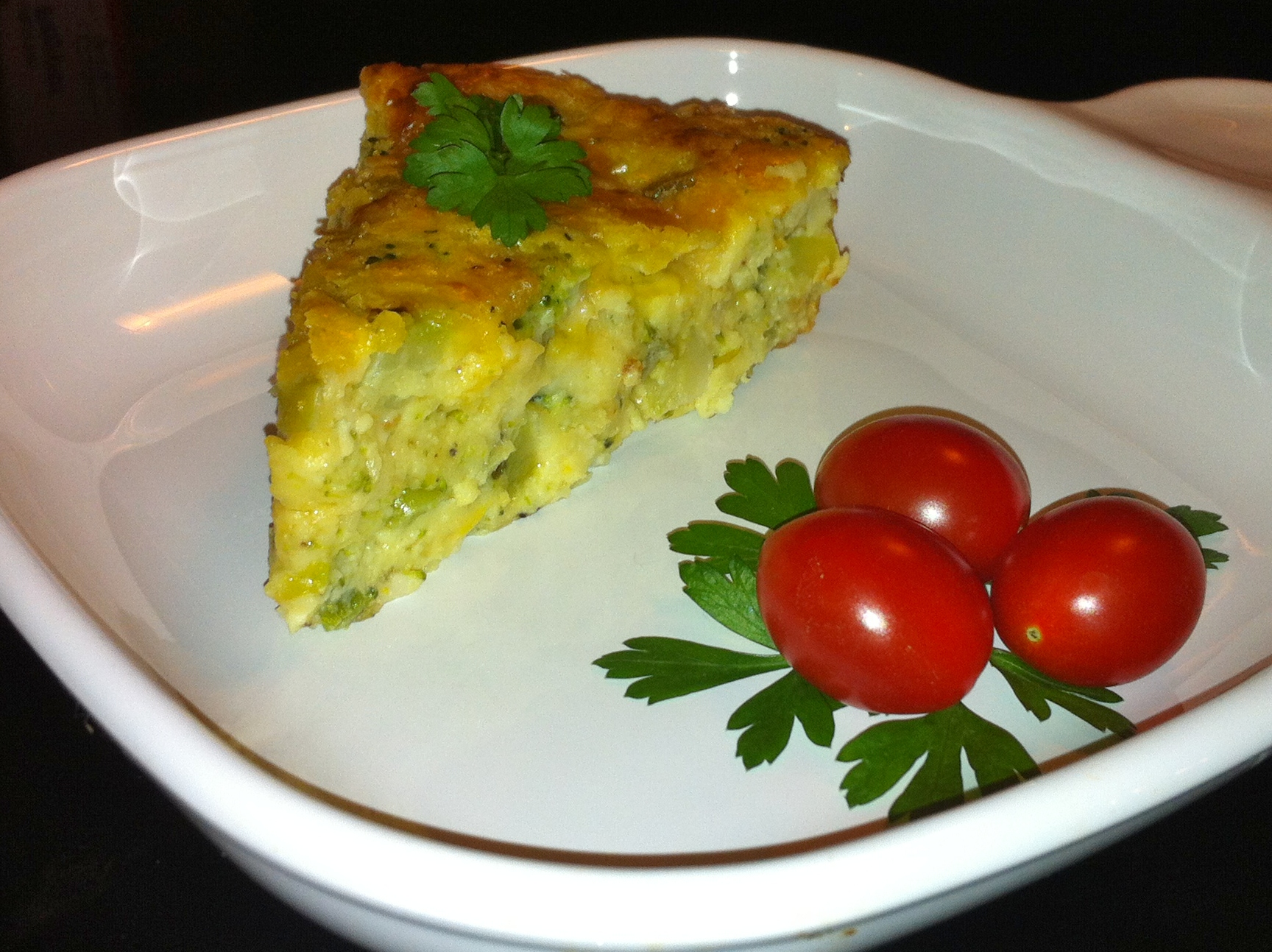
Quiche de broccoli
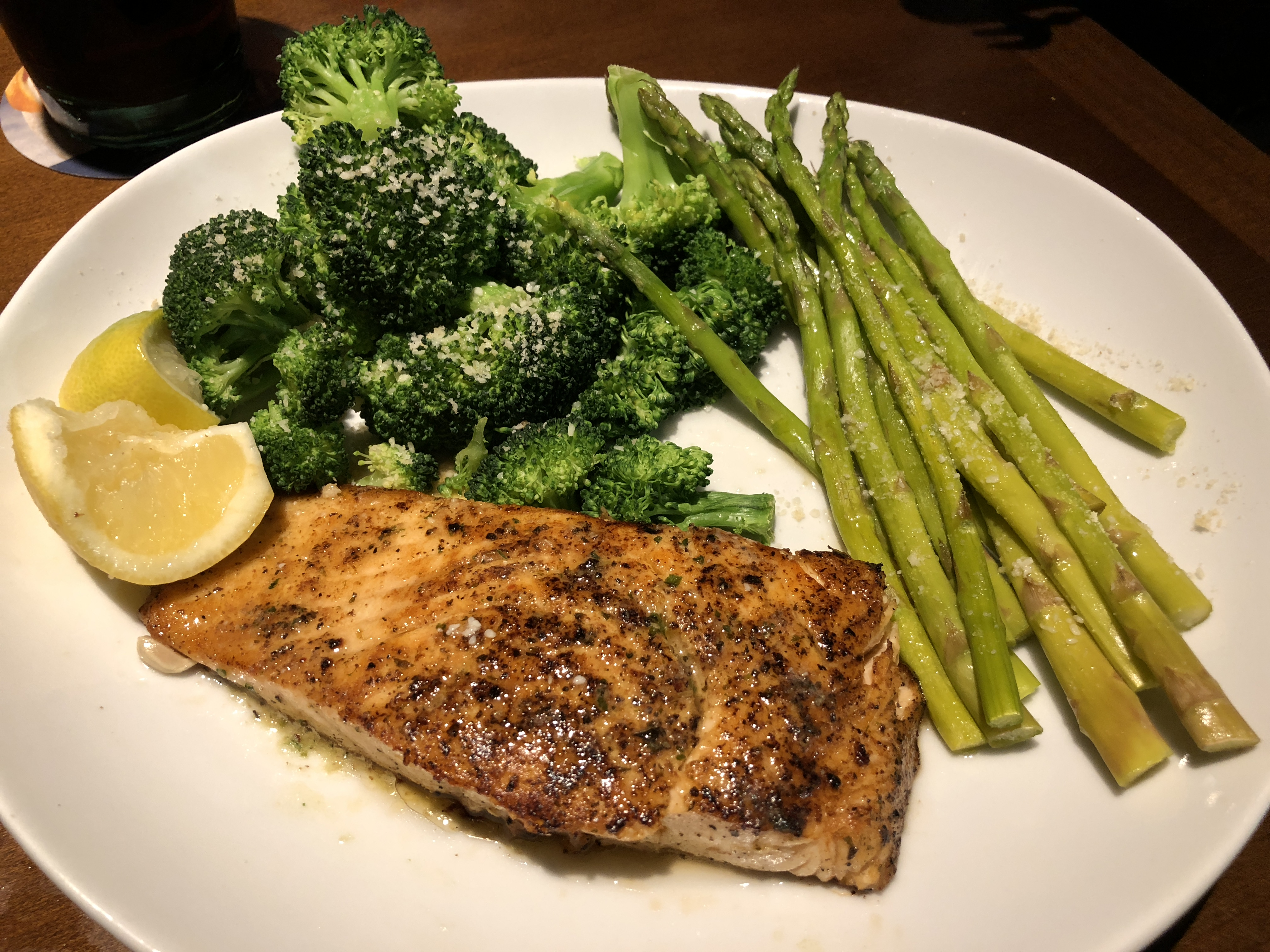
Somon cu garnitură de broccoli și asparagus într-un restaurant american
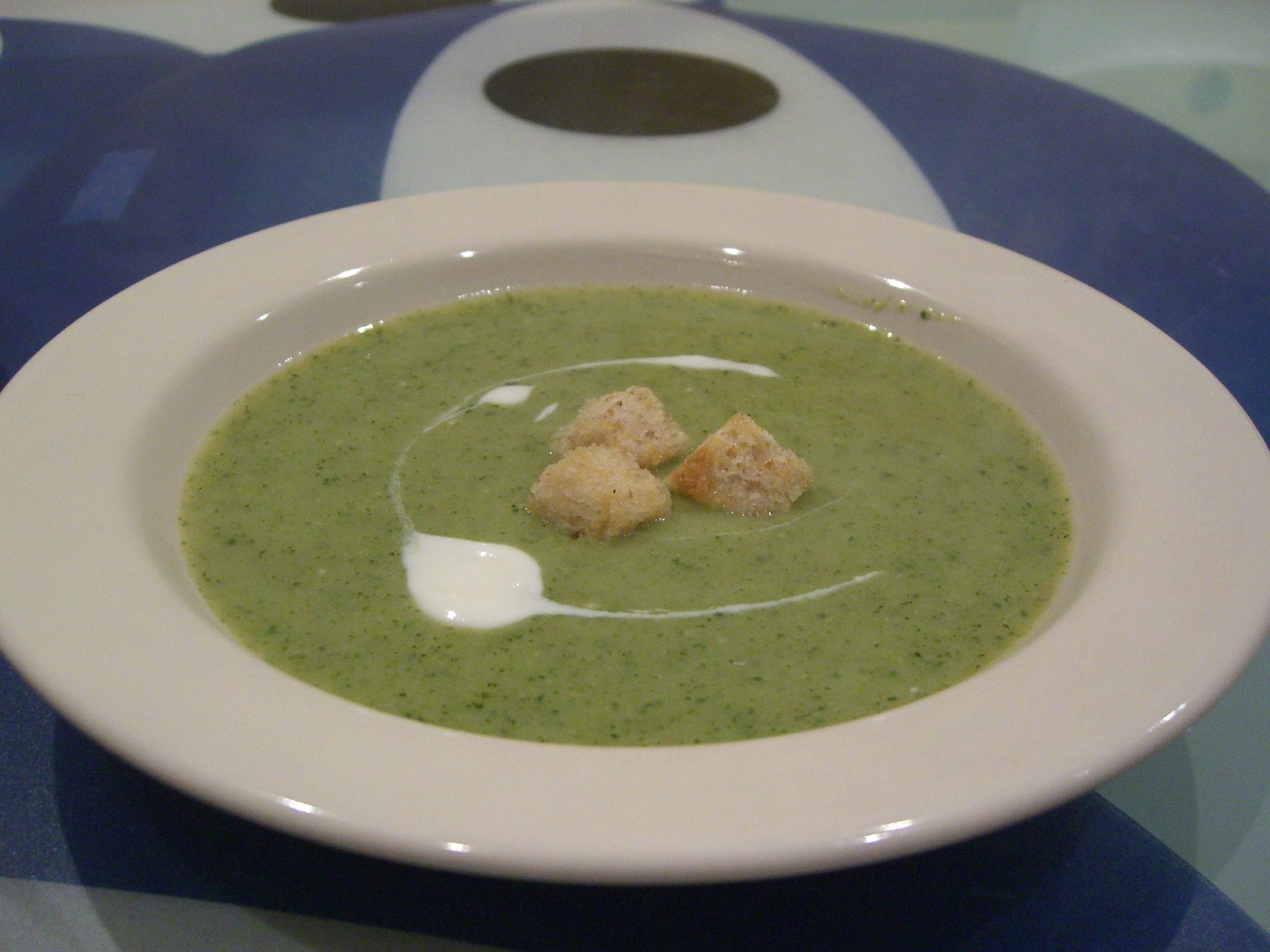
Supă-cremă de broccoli
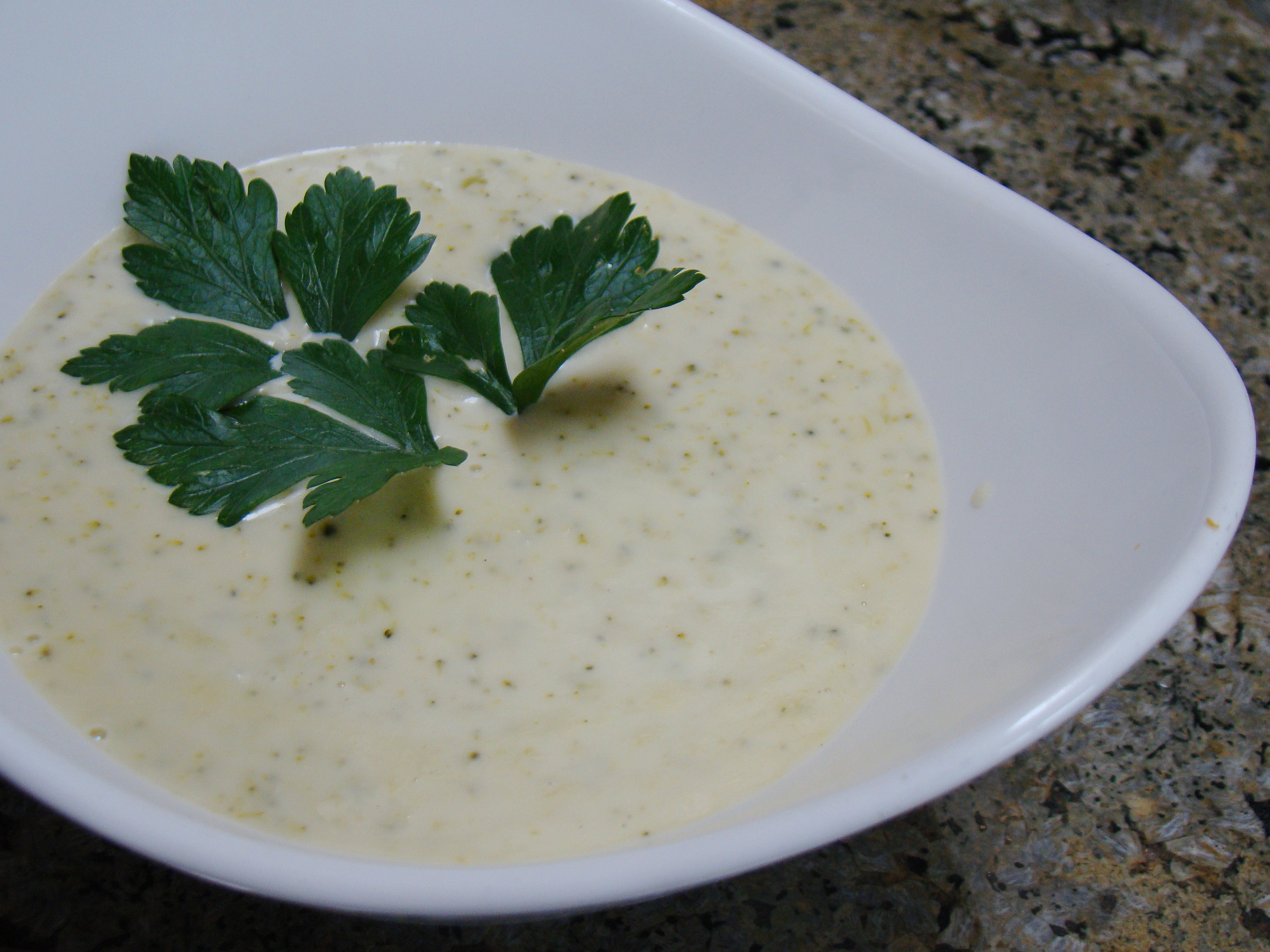
Supă-cremă vegană de broccoli

### Gust
Amărăciunea percepută a legumelor crucifere, cum ar fi broccoli, rezultă din glucozinolați și produșii lor de hidroliză, în special izotiocianați și alți compuși care conțin sulf. Cercetările preliminare indică faptul că gena TAS2R38 poate fi responsabilă parțial de percepția gustului amar în broccoli. 